# أنطونيو أراندا
أنطونيو أراندا ماتا (بالإسبانية: Antonio Aranda Mata)‏ (ليغانيس 13 نوفمبر 1888 - مدريد 8 فبراير 1979) هو عسكري إسباني قاتل في الحرب الأهلية الإسبانية إلى جانب المتمردين، برتبة عقيد سنة 1936، ثم جنرال في 1937. في الدفاع عن أوفييدو خلال الحصار الذي تعرضت له المدينة من قبل ميليشيات التعدين في بداية الحرب الأهلية ، وبعد ذلك تحت قيادة فيلق الجيش الجاليكي.
اشتهر أراندا خلال نظام فرانكو بأنه كان متآمرًا معروفًا ضد النظام.

## السيرة الذاتية

### حياته العسكرية
ولد في ليغانيس يوم 13 نوفمبر 1888. وهو ابن عريف في الجيش، دخل أكاديمية طليطلة العسكرية عندما كان في الثالثة عشرة من عمره. كان متخصصًا في الجغرافيا والهندسة. شارك في الحملات المغربية نقيب في هيئة الأركان، وتمت ترقيته من خلال امتبازات الحرب إلى مقدم. فهو المسؤول عن العديد من الخطط الفنية لإنزال الحسيمة سنة 1925. وعد في ذلك الوقت واحدًا من أفضل ضباط الأركان في الجيش.
اشتهر بأنه ماسوني ليبرالي، بعد إعلان الجمهورية الثانية ترك الجيش؛ وأعيد دخوله سنة 1933 بعد الانتصار الانتخابي للجمهوري المعتدل ليروكس الذي ينتمي أراندا إلى حزبه. وفي سنة 1934 شارك في قمع ثورة أستورياس. وفي نهاية العام تم تعيينه حاكمًا عسكريًا لأوفييدو - ومعه جميع أستورياس - ليحل محل الجنرال لوبيز أوتشوا. فقام بخداع السلطات الجمهورية وواعلان تمرده، فقام الجمهوريون بحصار أوفييدو. بعد انهيار الحصار عين عميدًا. في نهاية 1937 عين مسؤولًا عن فيلق الجيش الجاليكي الذي أنشئ مؤخرًا، وهي وحدة قادها حتى نهاية الحرب الأهلية الإسبانية. ثم مُنِحَ صليب سان فرناندو ورقي إلى رتبة جنرال. شارك أراندا في العديد من المعارك خلال الحرب الأهلية الإسبانية ومنها معركة تيرويل ومعركة إبرو. وفي سنة 1939 بعد الحرب احتلت قواته فالنسيا حيث تمت ترقيته إلى رتبة مشير.

### دكتاتورية فرانكو
بعد نهاية الحرب عين أراندا قائدًا للمنطقة العسكرية الثالثة، ومقرها فالنسيا. ومع ذلك بدأ منذ وقت مبكر جدًا في الحفاظ على موقف بعيد فيما يتعلق فرانكو ونظامه. وفقًا لما قيل في ذلك الوقت بأنه على علاقة سيئة مع الفلانخيين، لم يكن أراندا يريد مساعدة الفلانجيين له خلال حصار أوفييدو. من جانبهم لم يكن للفلانخي رأي جيد حول «بطل أوفييدو». وفي 25 مايو 1939 أبحر من فيغو متوجهًا إلى هامبورغ، بالتزامن مع عودة فيلق الكندور إلى ألمانيا النازية، في زيارة تثقيفية إلى برلين وغيرها من المراكز الصناعية والعسكرية، ومعه بعض القيادات الإسبانية الأخرى، وعاد إلى فيغو في 23 يونيو. في نهاية الزيارة أدلى بتصريحات لصحيفة برتغالية كان يؤيد فيها الحفاظ على علاقات جيدة مع المملكة المتحدة، بينما انتقد اهتمام إيطاليا بجزر البليار [الإنجليزية]. لم ترض كلمات أراندا النظام الحاكم، فأعلنت وكالة إفي EFE أنه تم تفسيرها بشكل خاطئ. في منتصف 1940 تم تعيينه مديرًا لمدرسة الجيش العليا في مدريد، مما يعني إقالته من أي منصب ينطوي على قيادة القوات.
وفي سنة 1943 تم القبض على أراندا بتهمة التآمر ضد فرانكو لصالح استعادة الملكية، لكن وضعه بأنه بطل في الحرب سمح له بالإفراج عنه بسرعة. وفقًا لوثائق رفعت عنها السرية من جهاز الاستخبارات البريطاني، في الوقت الذي كان فيه قائدًا عامًا لفالنسيا جمع مليوني دولار من المملكة المتحدة من خلال المصرفي خوان مارش لقيادة انقلاب ضد فرانكو.
وفي وقت لاحق أي في سنة 1949 ترأس لجنة تنسيق داخلية مع الاشتراكيين والليبراليين، وذلك انتقامًا لنقله إلى الاحتياطي. ومع ذلك استمر في قيادة مؤامراته لعودة الملكية إلى إسبانيا خلال أوائل الخمسينيات. وبعد وفاة فرانكو سنة 1976 منح الملك خوان كارلوس الأول أراندا رتبة فريق. توفي في مدريد يوم 8 فبراير 1979.

## وصلات خارجية
- أنطونيو أراندا على موقع مونزينجر (الألمانية)
- أنطونيو أراندا على موقع مونزينجر (الألمانية)